# Szachownica
|   | a | b | c | d | e | f | g | h |   |
| 8 |   |   |   |   |   |   |   |   | 8 |
| 7 | 7 |   |   |   |   |   |   |   |   |
| 6 | 6 |   |   |   |   |   |   |   |   |
| 5 | 5 |   |   |   |   |   |   |   |   |
| 4 | 4 |   |   |   |   |   |   |   |   |
| 3 | 3 |   |   |   |   |   |   |   |   |
| 2 | 2 |   |   |   |   |   |   |   |   |
| 1 | 1 |   |   |   |   |   |   |   |   |
|   | a | b | c | d | e | f | g | h |   |

Szachownica – w szachach klasycznych i warcabach kwadratowa 64-polowa plansza, składająca się z 8 poziomych rzędów i 8 pionowych kolumn (rzędy i kolumny nazywane są również liniami). Pola te są przemiennie jasne i ciemne (dla ujednolicenia nazywane kolorem białym i czarnym). Każda linia pól w pionie oznaczona jest w notacji algebraicznej literą (od a do h), natomiast liniom pól w poziomie przyporządkowane są cyfry (od 1 do 8). Dzięki temu każde pole ma swoją współrzędną i może być w łatwy sposób zlokalizowane. Pole a1 jest koloru czarnego i znajduje się zawsze w lewym dolnym rogu szachownicy (dla zawodnika grającego białymi bierkami). Standardowy wymiar szachownicy wynosi ok. 50 × 50 cm.
Oprócz linii pionowych i poziomych na szachownicy istnieją również diagonale (przekątne), które tworzą pola jednego koloru stykające się narożnikami (np. diagonala a1-h8). Pierwsza i ósma linia nazywane są liniami przemiany, natomiast cztery środkowe pola d4, e4, d5 i e5 tworzą centrum szachownicy.
Współcześnie stosowana szachownica ukształtowała się dopiero na przełomie XIII i XIV wieku. Wcześniej używane szachownice (np. w szachach indyjskich, perskich lub arabskich) miały pola jednobarwne, zresztą w niektórych dzisiejszych odmianach szachów (np. japońskich) pola również są jednego koloru. W szachach chińskich i koreańskich jest podobnie, z tym że w odmianach tych figury poruszają się nie po polach, ale po pionowych i poziomych liniach przecinających szachownicę.
Szachownice do gry w szachy lub warcaby wykonane są najczęściej z drewna, kartonu bądź tworzywa sztucznego. Poza tablicami turniejowymi, których najważniejszą cechą jest trwałość i funkcjonalność, wytwarza się także szachownice (i bierki) artystyczne, m.in. z metalu, masy perłowej, ceramiki, kryształu, szkła, bursztynu lub marmuru. Oprócz klasycznej 64-polowej szachownicy można również spotkać tablice o innym kształcie i liczbie pól, np. w szachach heksagonalnych szachownica składa się z 91 sześciokątnych pól w trzech kolorach, a szachy Capablanki rozgrywane są na szachownicy 80- lub 100-polowej. Sama szachownica, dzięki swoim geometrycznym i matematycznym właściwościom, służy nie tylko do gry w szachy, ale wykorzystywana jest także we wszelakich zadaniach i łamigłówkach, jak i w innych grach (np. warcaby, warcaby polskie).
Z szachownicą związana jest również legenda o podwajaniu ziaren, w której hinduski władca Scheram (ew. Shehram), chcąc wynagrodzić mędrca Sessę (ew. Sissę) za wynalezienie przez niego gry w szachy, zgadza się na spełnienie jego życzenia. Życzenie to, z pozoru błahe i niepoważne, a polegające na podwajaniu liczby ziaren na każdym kolejnym polu szachownicy, okazuje się nie do spełnienia, gdyż liczba ta, będąca sumą szeregu złożonego z liczby 2 z kolejnymi potęgami od 0 do 63 (tj. 1, 21, 22, 23, 24, ... ,263), wynosi 18 446 744 073 709 551 615 (czyli ponad 18 trylionów) i odpowiada ok. ośmiokrotnej ilości zboża zebranego z powierzchni całej kuli ziemskiej. Legenda, choć nie ma bezpośredniego związku z grą w szachy, ukazuje tkwiące w nich matematyczne możliwości i jest doskonałym przykładem na ich złożoność.

## Galeria

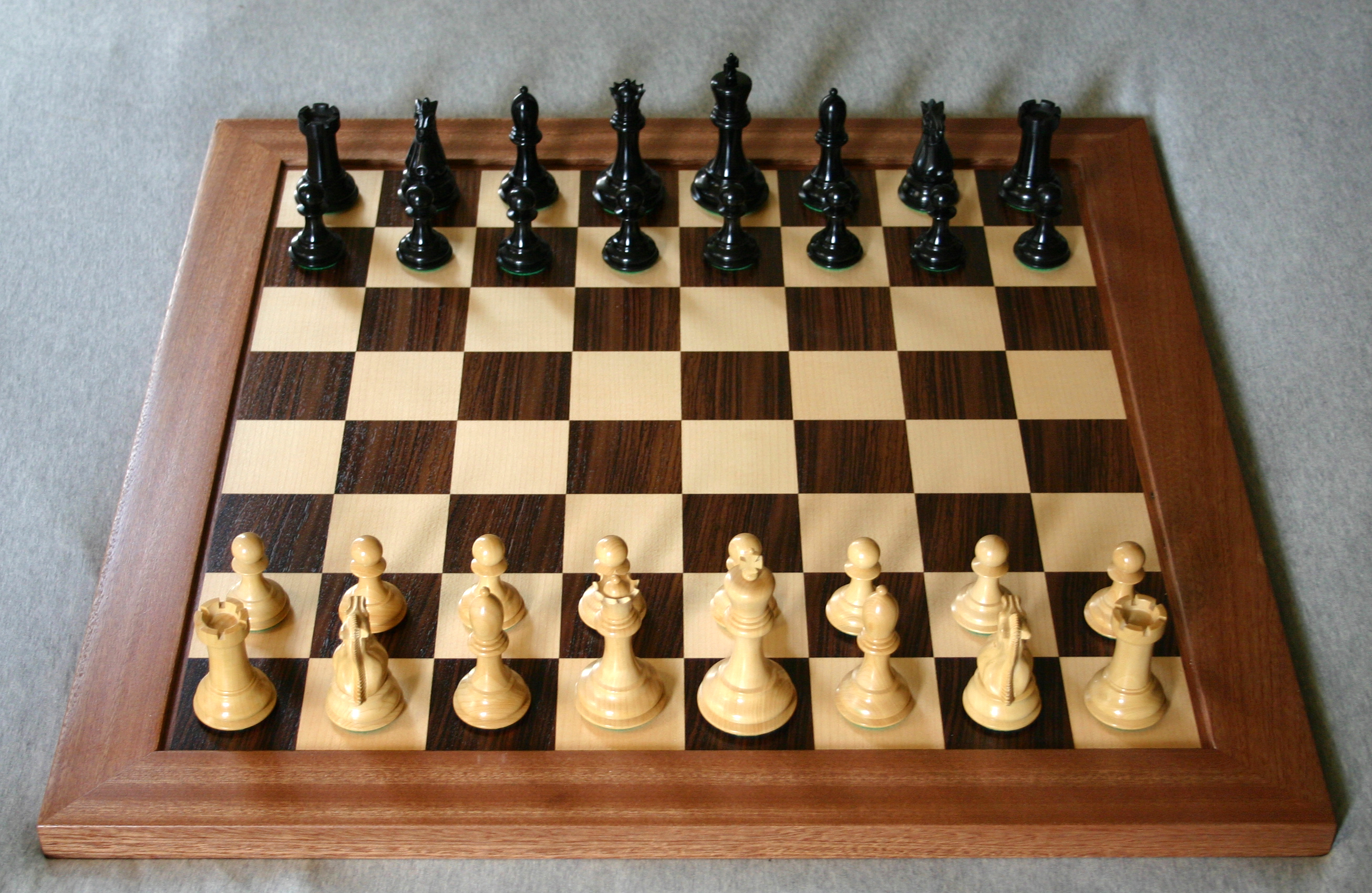
Szachy turniejowe
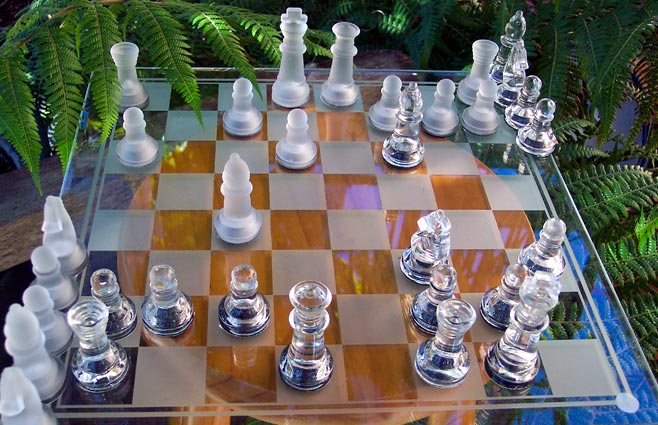
Szachy wykonane ze szkła
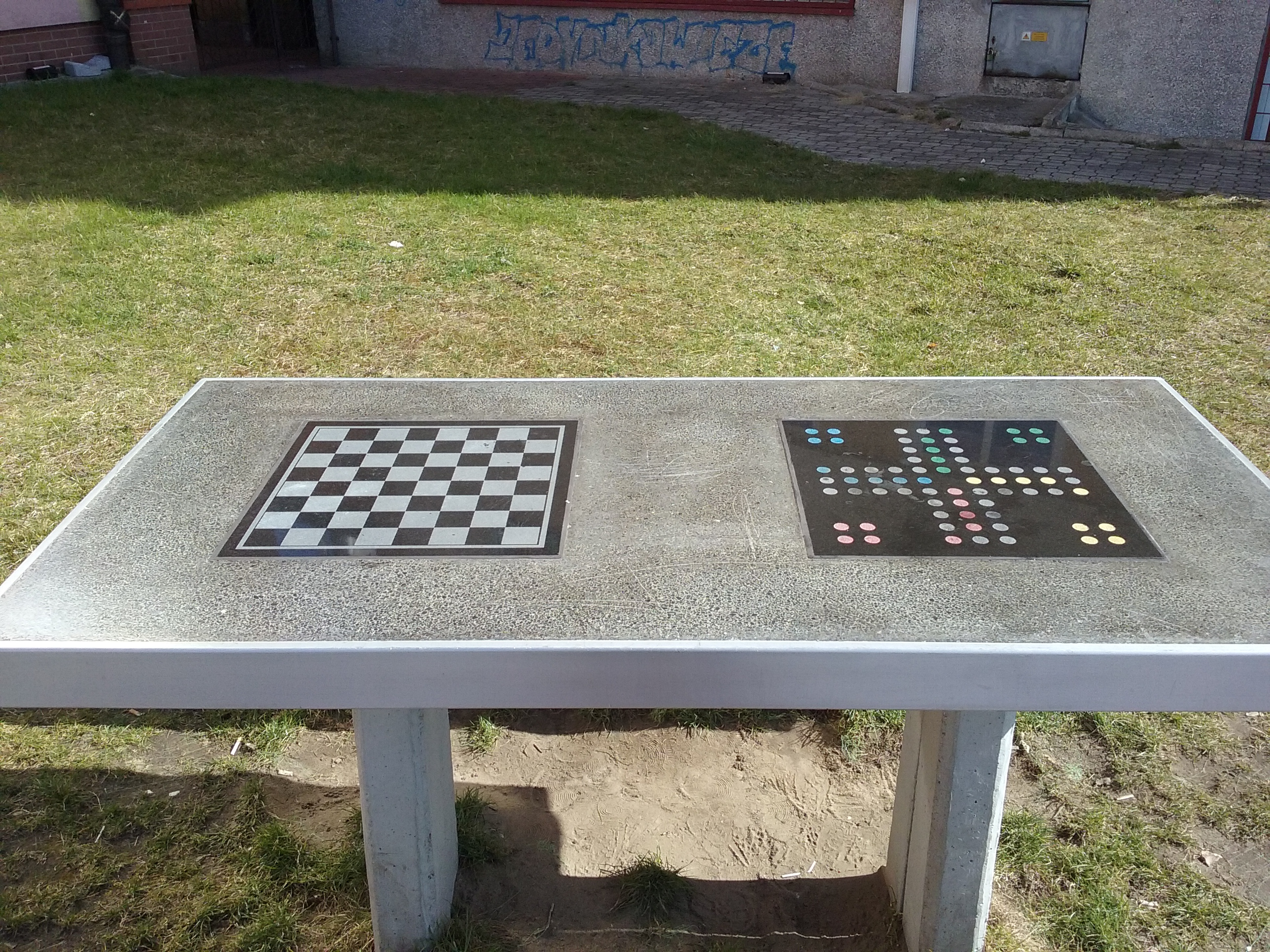
Szachownica na wolnym powietrzu
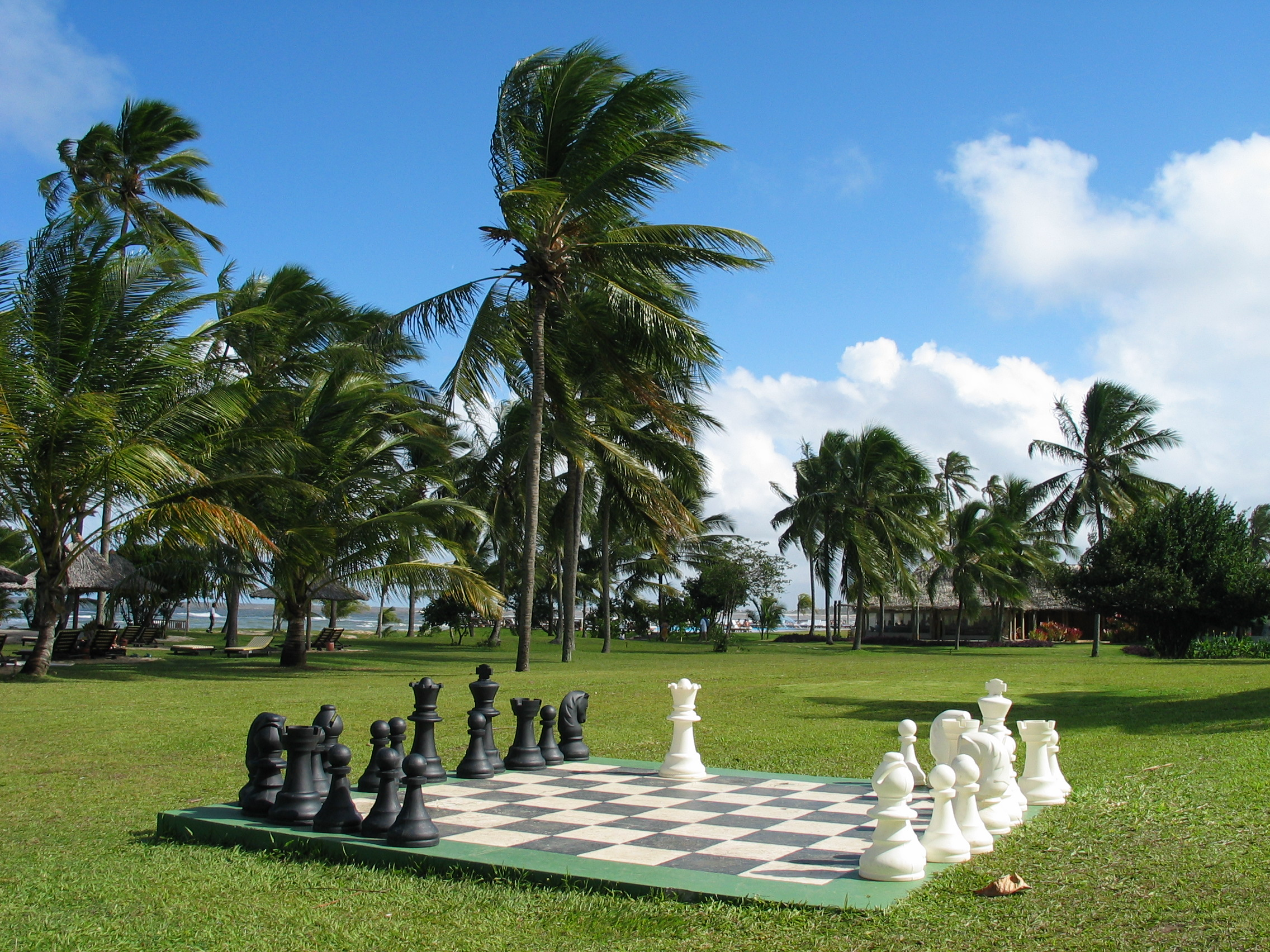
Wielka szachownica w plenerze
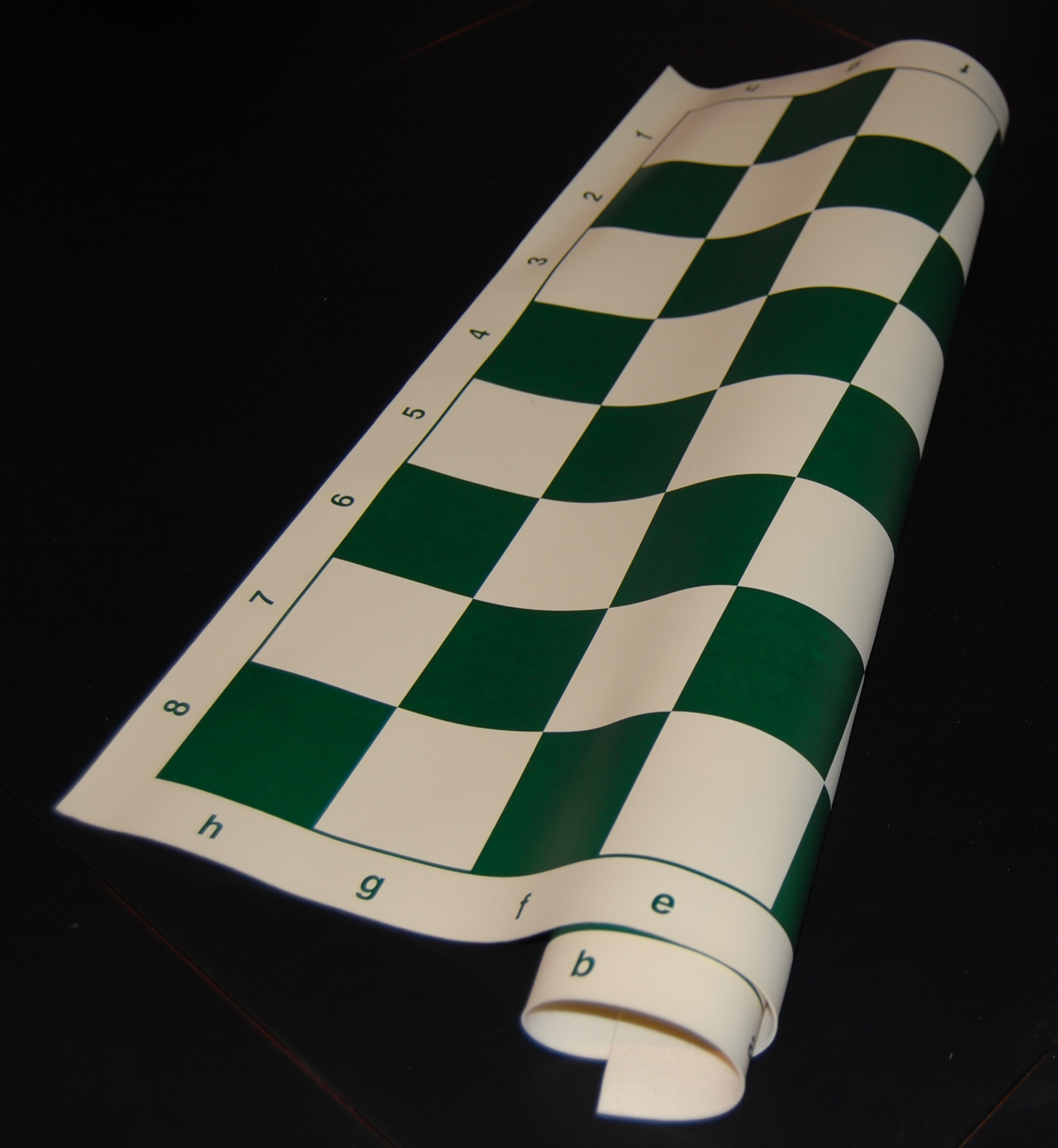
Szachownica zwijana
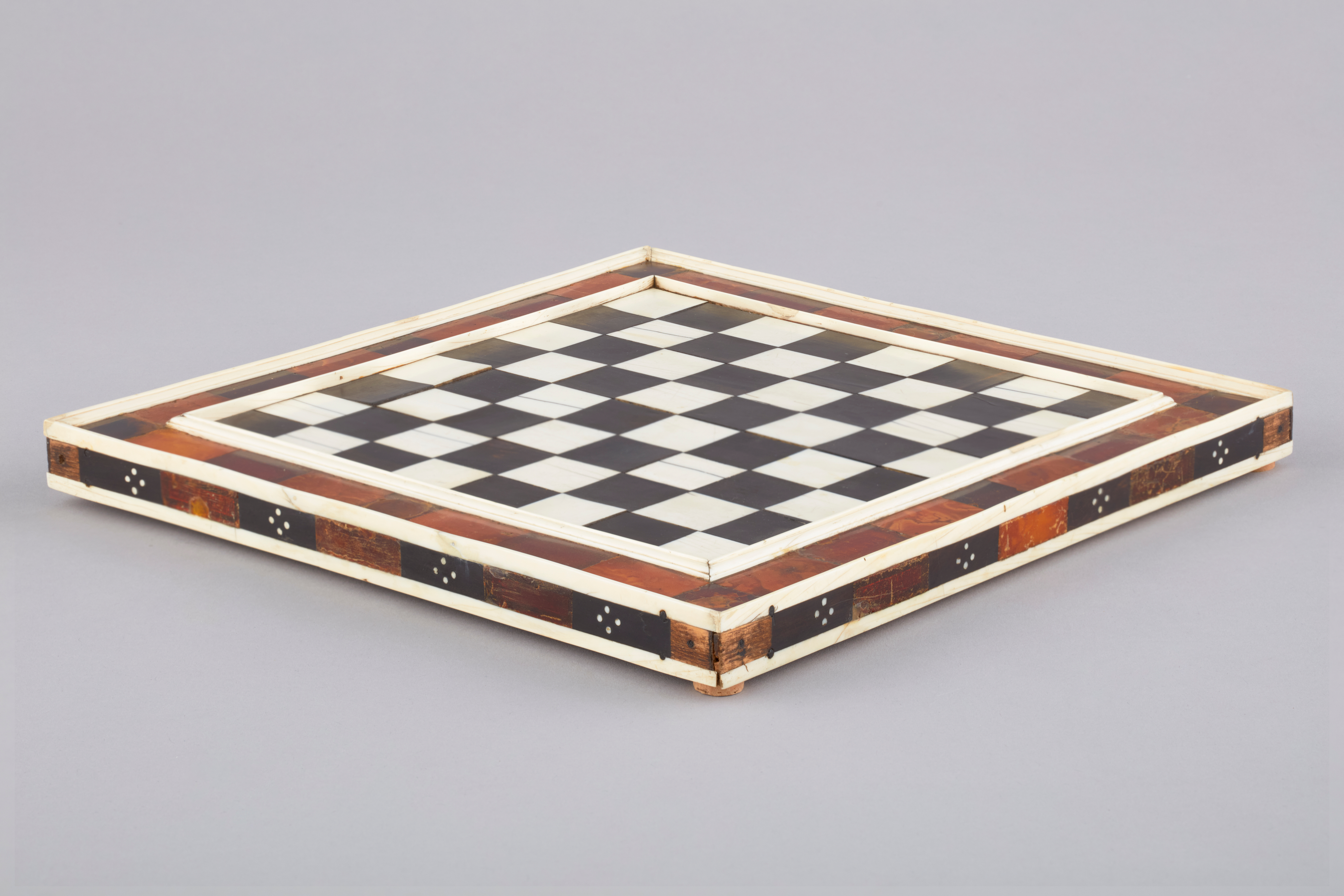
Szachownica ofiarowana Zygmuntowi III Wazie
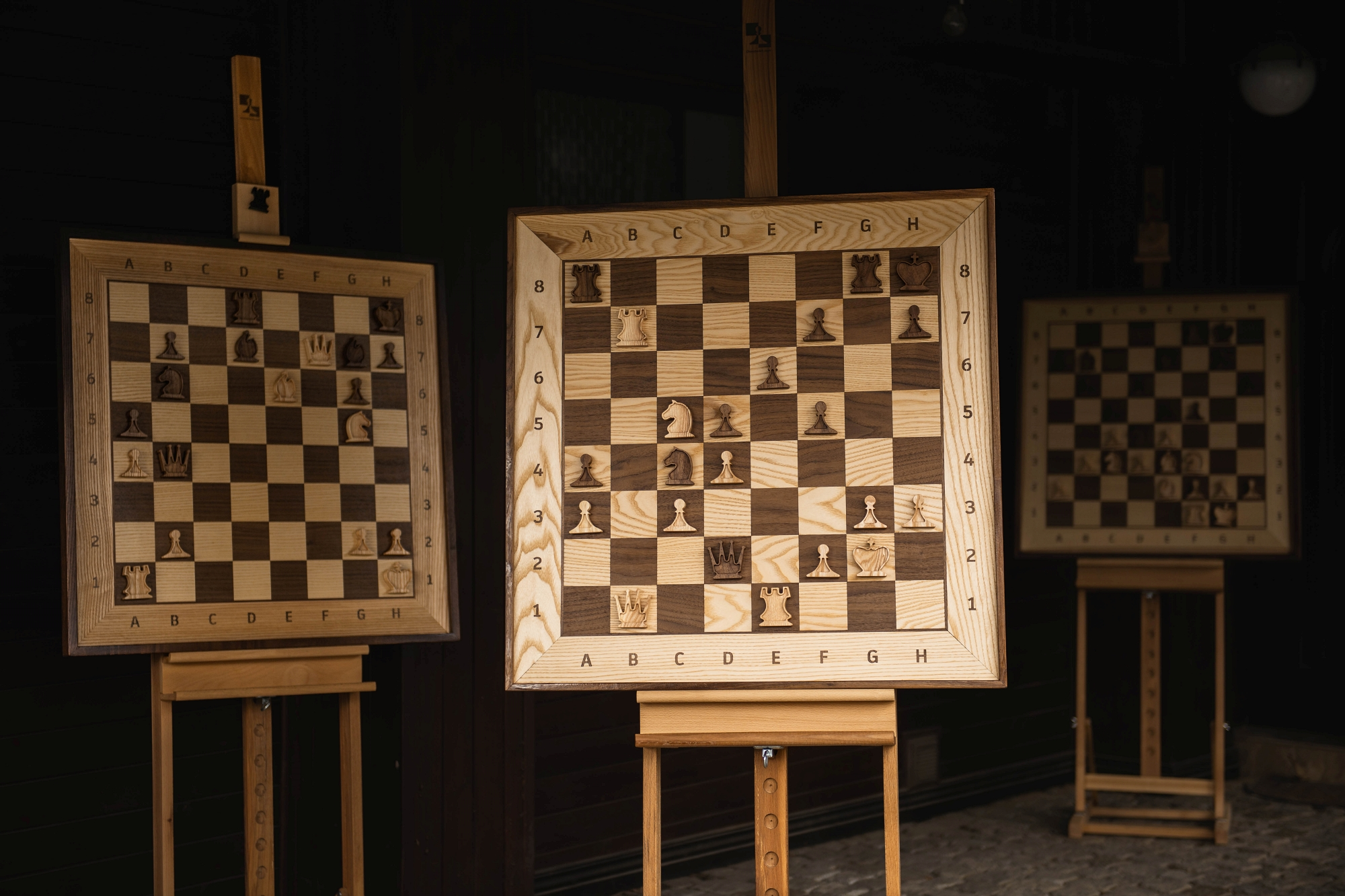
Szachownica demonstracyjna